# Dutch Ladies Open 2014
Het Dutch Ladies Open van 2014 heet sinds 2011 officieel het Deloitte Ladies Open. Het wordt van 23-25 mei gespeeld, wederom op The International tussen Badhoevedorp en Luchthaven Schiphol.
Christel Boeljon was in 2007, 2008, 2012 en 2013 de beste Nederlandse speelster. Zij is nu ambassadeur van het toernooi. 
Titelverdedigster is Charley Hull, die eind maart 2014 nummer 1 op de LET Money List staat. Het totale prijzengeld is weer € 250.000, waarvan de winnares € 37.500 krijgt.

## Verslag
De par van de baan is 73.

### Pro-Am
Aan dit toernooi gingen drie Pro-Ams vooraf, een charity Pro-Am op zaterdag en twee gewone Pro-Am's op woensdag en donderdag.

### Ronde 1 en 2
In ronde 1 behaalden 25 van de 122 speelsters een score onder par. Anne van Dam was met -1 de beste Nederlandse speelster. Ze had vier birdies en een eagle op haar kaart staan. Kylie Walker ging aan de leiding maar had in ronde 2 grote moeite haar positie vast te houden. Christel Boeljon en Krista Bakker stonden na ronde 2 level par en doen zondag mee, net als twee Nederlandse amateurs Anne van Dam en Dewi Weber.

### Ronde 3
De laatste ronde bleef tot het laatst toe spannend. Dreigende onweerswolken hingen boven de baan, toen Kylie Walker, die in de laatste partij speelde, aan hole 18 begon, een par 5. Ze stond op -6, net als Malene Jorgensen en Nikki Campbell, die al binnen waren. Met een birdie zou Walker winnen. Ze lag met twee slagen op de rand van de green, maar haar eerste put was te kort en de tweede miste ze. Er kwam een play-off op hole 18. Toen die voor de tweede keer gespeeld werd, won Walker met een birdie. 

Christel Boeljon eindigde op de 4de plaats, Dewi Weber scoorde -2 en steeg naar de 25ste plaats. Anne van Dam maakte weer een ronde van +3 en zakte weg in het klassement.
- Score

| Naam                          | LET | OWGR | WAGR | Score R1 | Score R1 | Nr   | Score R2 | Score R2 | Totaal | Nr  | Score R3 | Score R3 | Totaal | Nr  | Play-off | Play-off | Play-off |
| ----------------------------- | --- | ---- | ---- | -------- | -------- | ---- | -------- | -------- | ------ | --- | -------- | -------- | ------ | --- | -------- | -------- | -------- |
| Kylie Walker                  | 56  |      |      | 69       | -4       | 1    | 72       | -1       | -5     | 1   | 72       | -1       | -6     | T1  | 5        | 4        | 1        |
| Nikki Campbell                | 24  |      | =    | 72       | -1       | T    | 72       | -1       | -2     | T3  | 69       | -4       | -6     | T1  | 5        | 5        | T2       |
| Malene Jorgensen              | 13  |      | =    | 74       | +1       | T    | 72       | -1       | par    | T13 | 67       | -6       | -6     | T1  | 5        | 5        | T2       |
| Christel Boeljon              | 88  | 125  |      | 77       | +4       | T83  | 69       | -4       | par    | T13 | 69       | -4       | -4     | T4  |          |          |          |
| Camilla Lennarth              | 15  |      |      | 75       | +2       | T    | 69       | -4       | -2     | T3  | 71       | -2       | -4     | T4  |          |          |          |
| Titiya Plucksataporn          | 36  |      |      | 73       | par      | T28  | 70       | -3       | -3     | 2   | 73       | par      | -3     | T6  |          |          |          |
| Krista Bakker                 | 87  |      |      | 72       | -1       | T11  | 74       | +1       | par    | T13 | 71       | -2       | -2     | T9  |          |          |          |
| Diana Luna                    | 23  |      |      | 71       | -2       | T2   | 77       | +4       | +2     | T26 | 72       | -1       | +1     | T15 |          |          |          |
| Dewi Weber (Am)               |     |      | 253  | 76       | +3       | T70  | 75       | +2       | +5     | T52 | 71       | -2       | +3     | T25 |          |          |          |
| Anne van Dam (Am)             |     |      | 111  | 72       | -1       | T11  | 76       | +3       | +2     | T26 | 76       | +3       | +5     | T39 |          |          |          |
| Chrisje de Vries              | =   |      |      | 79       | +6       | T105 | 73       | par      | +6     | MC  |          |          |        |     |          |          |          |
| Chloé Leurquin                | 74  | 473  |      | 80       | +7       | T108 | 75       | +2       | +9     | MC  |          |          |        |     |          |          |          |
| Manon De Roey (Am)            |     |      | 189  | 77       | +4       | T83  | 78       | +5       | +9     | MC  |          |          |        |     |          |          |          |
| Laurence Herman               | =   |      |      | 83       | +10      | T121 | 77       | +4       | +14    | MC  |          |          |        |     |          |          |          |
| Charlotte Puts (Am)           |     |      | 466  | 82       | +9       | T115 | 79       | +6       | +15    | MC  |          |          |        |     |          |          |          |
| Mette Hageman                 | =   |      |      | 80       | +7       | T108 | 82       | +9       | +16    | MC  |          |          |        |     |          |          |          |
| Ileen Domela Nieuwenhuis (Am) |     |      | 483  | 82       | +9       | T115 | 84       | +11      | +20    | MC  |          |          |        |     |          |          |          |

| Leider |  | Toernooirecord |  | MC = missed cut = cut gemist |  | LET |  | OWGR |  | WAGR |

## Spelers
| - Caroline Afonso - Holly Aitchison - Beth Allen - Lucie André - Bree Arthur - Ainil Bakar - Krista Bakker R - Maria Balikoeva - Minea Blomqvist - Christel Boeljon - Isabelle Boineau R - Carly Booth - Amy Boulden - Bonita Bredenhahn R - Stacy Lee Bregman - Adriana Brent R - Becky Brewerton - Cathryn Bristow - Nicole Broch Larsen R - Hannah Burke - Nikki Campbell - Anne-Lise Caudal - Holly Clyburn (2013) - Stefania Croce - Julia Davidsson - Valentine Derrey - Nobuhle Dlamini R - Tania Elosequi (2009) - Virginia Espajo - Mallory Fraiche - Isabell Gabsa - Nicole Garcia | - Sophie Giquel-Bettan - Eleanor Givens - Julie Greciet - Maha Haddioui - Lydia Hall - Anjelika Hammar - Sahra Hassan - Celine Herbin - Whitney Hillier - Daniela Holmqvist - Rebecca Hudson - Fabienne In-Albon - Josephine Janson R - Laura Jansone - Trish Johnson - Malene Jorgensen - Steffi Kirchmayr - Cassandra Kirkland - Carin Koch - Vikki Laing - Karolin Lampert R - Ana Larraneta - Louise Larsson - Camilla Lennarth - Chloé Leurquin R - Ann-Kathrin Lindner - Victoria Lovelady - Diana Luna - Kelsey MacDonald - Heather Macrae - Anais Maggetti - Caroline Martens | - Nina Muehl - Stephanie Na - Miriam Nagl - Sharmila Nicollet - Gwladys Nocera (2007, 2008) - Elina Nummenpaa - Lee-Anne Pace - Florentyna Parker (2010) - Mikaela Parmlid - Mia Piccio R - Titiya Plucksataporn - Mireia Prat - Pamela Pretswell - Ariane Provot R - Hannah Ralph - Melissa Reid (2011) - Marion Ricordeau - Margherita Rigon - Maria Salinas - Sophie Sandolo - Patricia Sanz Barrio R - Jade Schaeffer - Viva Schlasberg - Marianne Skarpnord - Rebecca Sorensen - Klara Spilkova - Nontaya Srisawang - Noora Tamminen - Emily Taylor - Lauren Taylor R - Charlotte Thompson R - Julie Tvede | - Alexandra Vilatte - Kylie Walker - Sophie Walker - Sally Watson R - Linda Wessberg - Alison Whitaker - Ursula Wikström - Kim Williams R - Lucy Williams - Christine Wolf - Liz Young - Veronica Zorzi - Henni Zuel Invitaties - Melodie Bourdy - Mette Hageman - Chrisje de Vries - Laurence Herman Amateurs - Anne van Dam - Charlotte Puts - Dewi Weber - Ileen Domela Nieuwenhuis - Manon De Roey - Rosie Davies |

R = Rookie
1986 · 1987 · 1988 · 1992 · 1994 · 1995 · 2000 · 2001 · 2004 · 2005 · 2006 · 2007 ·  2008 · 2009 · 2010 · 2011 · 2012 · 2013 · 2014